# 敦達克足球俱樂部
敦達克足球俱樂部（Dundalk Football Club）是愛爾蘭共和國的一家職業足球俱樂部。位於敦達克。目前參加愛爾蘭足球超級聯賽的賽事。

## 外部連結
- Official website （页面存档备份，存于）
- Dundalk FC Twitter Page （页面存档备份，存于）
- Dundalk F.C. Trust （页面存档备份，存于）
- Dundalk F.C. （页面存档备份，存于） on Playerhistory.com
- Dundalk Talk: Dundalk F.C. Fans Forum （页面存档备份，存于）
- The History of Dundalk F.C. （页面存档备份，存于）
- The Lilywhite